# Erishte

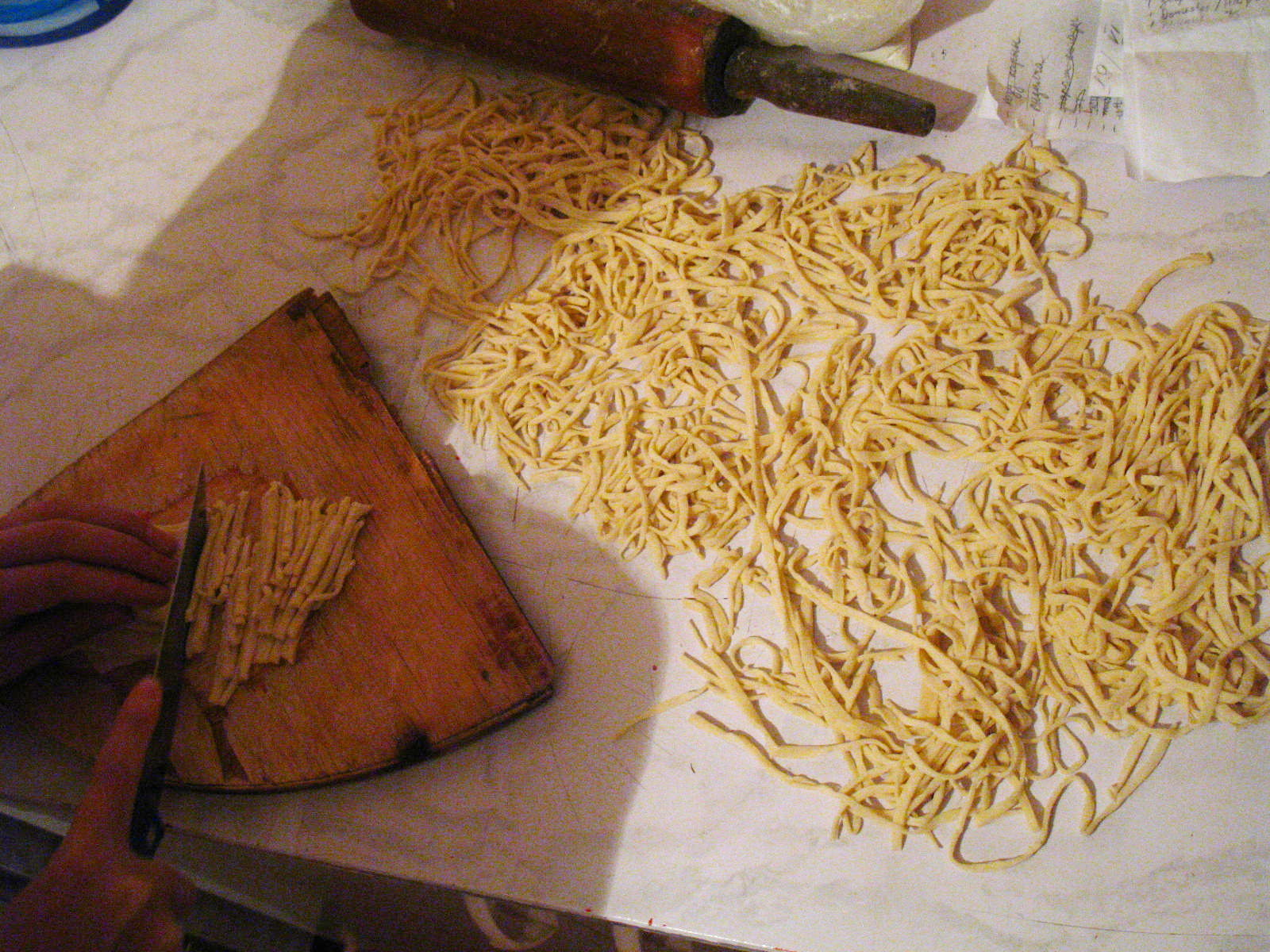

El reshteh (arishta, erishte) es en la cocina persa y turca una especie de fideos muy similares a los capellini italianos.

## Descripción
La pasta con la que se elabora este fideo se prepara generalmente a base de huevo, la denominación es muy antigua y puede decirse que los libros de cocina árabes de los siglos XIV y XV mencionaban el reshteh cuando se referían al fideo.

### Cocina azerbaiyana
Əriştə es pasta casera que se combina con vegetales pero que se puede usar en sopas.
Hay que haber puesto en remojo las judías, después cocinar las judías. Preparar la masa de harina, agua y sal. Necesito que cortar los fideos.

### Cocina turca
Receta
- 8 cucharadas de aceite
- 500 gr de fideos en madejas
- 2 tomates
- 3 tazas de caldo de pollo o de carne
- 4 tazas de agua
- 1 cucharadita de azúcar
- Sal y condimentos a gusto

Hay que calentar el aceite en una sartén, después freír los fideos  hasta tostarlos y dar vuelta las madejas con una cuchara de madera para que no se quemen. Después, debe agregar los tomates pelados y picados, el caldo y el agua caliente y condimentos. Cocinar los todos  a fuego lento hasta que el líquido se absorba.

## Costumbres
Durante el año nuevo persa se suele servir un plato con reshteh o pilaf.

## Literatura
- "Oxford Companion to Food", Alan Davidson (1999), "Reshteh", pp. 659-660.

- Datos: Q3668413
- Multimedia: Kesme / Q3668413